# بحمدون
بحمدون هي بلدة سياحية في لبنان تتميز بمناخ لطيف في الصيف، يكثر فيها السياح من الدول الخليجية وخصوصا الكويت. معظم أهالي البلدة من المسيحيين على مذهبين الكنيسة المارونية والكنيسة الارثوذكسية .

## الجغرافيا
تقع بلدة بحمدون في منطقة عاليه في لبنان، ضمن محافظة جبل لبنان. تبعد عن بيروت العاصمة مسافة 35 كم، وترتفع عن سطح البحر 1000 متر تقريبا. تضم بحمدون الكبرى 9000 وحدة سكنية، بما فيها 800 تقع في بحمدون المحطة، وهي بذلك تجمع 10 إلى 12 قرية، منها منازل معدة للإيجار، إلى جانب عدد من الفنادق تبلغ الثمانية. وتتمتع بطقس جاف وصحي، وتضم سوقاً تجارياً مميزاً وفنادق فخمة وشققا منظمة. كما ان تطل على وادي لامارتين.

## أعلام
- خليل رعد
- فيوليت خير الله الصفدي
- أمين سعيد
- أيوب ثابت
- باول مروان ثابت